# Promegantereon
Promegantereon  es un género extinto  de macairodontino  del Mioceno europeo. Es uno de los géneros más antiguos de macairodontino en la tribu Smilodontini y se cree que fue ancestro de Megantereon y Smilodon.
Los primeros fósiles se hallaron en Eppelsheim, en Alemania, y se reducían a varios fragmentos del cráneo. A principios de los noventa se encontraron nuevos restos atribuibles al género en el yacimiento Cerro de los Batallones, del Mioceno tardío, en Madrid, España. 

## Descripción
Se trataba de un animal de aproximadamente 58cm de altura al hombro, similar a un leopardo en talla con un cuerpo más grácil.  Sus extremidades sugieren que fue un animal ágil, un escalador arborícola, y que pudo haber cazado  presas relativamente más grandes, apoyado más allá por sus caninos superiores alargados y planos. En aspecto se parece  bastante  a su contemporáneo Paramachairodus, tanto que a menudo se han considerado  ser el mismo género. Sebido a su morfología más primitiva, Salesa et al. ( 2002) argumentaron que anatómicamente Promegantereon ogygia era su propio género y especie que se debería separar de Paramachairodus.

## Paleoecología
Promegantereon parece haber preferido un hábitat de bosque abierto, ya que sus restos se han encontrado en Cerro de los Batallones, del Vallesiense en el centro de la península ibérica. Como depredador en Batallones, debió cazar principalmente herbívoros de mayor tamaño y las crías de los mayores herbívoros de la zona. Algunas de sus posibles presas fueron caballos como Hipparion, jóvenes del rinoceronte sin cuernos Aceratherium, del mastodonte gonfotérido Tetralophodon, y de posibles girafas silvatéridas, el suido Microstonyx, y antílopes boselafinos. Para hacerse con tales presas Promegantereon compitió con toda una serie de depredadores: el anficiónido Magericyon, sus primos macairodontinos Machairodus y Paramachairodus, el oso Indarctos, y la pequeña hiena Protictitherium. Los mayores Indarctos, Machairodus y Magericyon hubiesen sido difícil competencia y probablemente se hubiesen apoderado de presas ya cazadas por Promegantereon  cuándo  hubiese la oportunidad, mientras tanto los menores Paramachairodus y Protictitherium no demostraron ser grandes amenazas y posiblemente Promegantereon fue quién les robaba sus cadáveres.

## Paleopatologías
Los especímenes de Promegantereon ogygia de Batallones demostraron un alto porcentaje de fracturas en los caninos de esta especie. Esto indica que cazabanen una manera parecida a las panteras  modernas, un método de caza arriesgado por su falta de incisivos sobresalientes.